# Jorge Prado
Francisco Jorge Prado Aránguiz (San Vicente de Tagua Tagua, 25 de marzo de 1938 - Santiago, 8 de diciembre de 2018) fue un empresario y dirigente gremial chileno. Se desempeñó como ministro de Estado en la cartera de Agricultura durante la dictadura militar del general Augusto Pinochet y presidente de la Sociedad Nacional de Agricultura (SNA), la organización agrícola más antigua del país andino.

## Familia y estudios
Nació del matrimonio conformado por Javier Prado Amor y Adriana Aránguiz Cerda. Entre sus hermanos se cuenta Javier, sacerdote, que fuera obispo de Iquique entre 1984 y 1988 y Rancagua entre 1993 y 2004.
Sus primeros años los pasó en su ciudad natal junto a su familia. Posteriormente se matriculó en el Colegio de los Sagrados Corazones de Santiago.
Ingresó a la Pontificia Universidad Católica (PUC), donde estudió derecho por tres años. Entonces, a raíz de la muerte de su padre, debió abandonar la carrera y hacerse cargo de los dos fundos familiares.
En 1959 se casó con Magdalena Lira Lecaros, con quien tuvo dos hijos.

## Trayectoria pública
Tras la salida de la PUC, perseveró en el ámbito agrícola, donde se destacó como dirigente comunal, regional y nacional, puntualmente como vicepresidente de la SNA.
En 1982, en medio de una grave crisis económica y financiera, fue llamado por el Dictador Pinochet a servir como ministro de Agricultura, cargo en el que permaneció por más de seis años.
Seis meses después de dejar la administración, fue elegido presidente de la SNA. Dejó esta responsabilidad en abril de 1993. Ese mismo año formó parte del comando del candidato presidencial de la centroderecha (a la postre derrotado), Arturo Alessandri Besa.
En lo sucesivo fue director de empresas y asesor de entidades privadas como la Universidad Mayor y la Fundación Chile. En Pencahue, zona centro-sur, manejó un campo en el que se cultiva limones, naranjas y duraznos. Falleció el 8 de diciembre del 2018.